# Sojuz MS-16
Sojuz MS-16 fu un volo astronautico verso la Stazione Spaziale Internazionale (ISS) e parte del programma Sojuz, e fu il 144° volo con equipaggio della navetta Sojuz dal primo volo avvenuto nel 1967. L'equipaggio partì il 9 aprile 2020 dal Cosmodromo di Bajkonur per prender parte ad una missione di sei mesi durante l'Expedition 63.

## Equipaggi

### Equipaggio principale
| Ruolo               | Equipaggio                                            | Equipaggio                                            |
| ------------------- | ----------------------------------------------------- | ----------------------------------------------------- |
| Comandante          | Anatolij Ivanišin, Roscosmos Expedition 63 Terzo volo | Anatolij Ivanišin, Roscosmos Expedition 63 Terzo volo |
| Ingegnere di volo 1 | Ivan Vagner, Roscosmos Expedition 63 Primo volo       | Ivan Vagner, Roscosmos Expedition 63 Primo volo       |
| Ingegnere di volo 2 | Christopher Cassidy, NASA Expedition 63 Terzo volo    | Christopher Cassidy, NASA Expedition 63 Terzo volo    |

Il 19 febbraio 2020, due mesi prima del lancio, la commissione medica di Roscosmos decise di sostituire i due cosmonauti russi dell'equipaggio principale (Nikolaj Tichonov e Babkin) con quelli dell'equipaggio di riserva (Ivanišin e Vagner) per motivi di salute. Il cosmonauta con problemi di salute dovrebbe essere Tichonov, essendo Babkin stato inserito nel nuovo equipaggio di riserva insieme al comandante Ryžikov.

### Equipaggio di riserva
| Ruolo               | Equipaggio                             | Equipaggio                             |
| ------------------- | -------------------------------------- | -------------------------------------- |
| Comandante          | Sergej Ryžikov, Roscosmos Secondo volo | Sergej Ryžikov, Roscosmos Secondo volo |
| Ingegnere di volo 1 | Andrej Babkin, Roscosmos Primo volo    | Andrej Babkin, Roscosmos Primo volo    |
| Ingegnere di volo 2 | Stephen Bowen, NASA Quarto volo        | Stephen Bowen, NASA Quarto volo        |

## Missione

### Pre-volo
Nonostante la sostituzione degli equipaggi principale e di riserva, essi superarono senza problemi gli esami pre-volo. La Commissione del GCTC infatti li dichiarò pronti al volo il 23 marzo durante un'insolita conferenza in videochiamata a causa della pandemia COVID-19. Nelle ore successive presero due aerei che li portarono alla città di Bajkonur per l'inizio delle due settimane di quarantena per evitare di portare sulla Stazione delle malattie che potrebbero compromettere il lavoro dell'equipaggio a bordo. La quarantena di questo equipaggio è stata resa ancora più rigida a causa della pandemia; tra le tradizionali attività che sono state cancellate ci sono la visita alla città di Bajkonur e ai monumenti di Gagarin e Korolëv per deporre dei fiori. Anche le famiglie degli astronauti non hanno potuto raggiungerli gli ultimi giorni di quarantena per passare insieme le ultime ore prima del lancio e assistere personalmente ad esso.

### Lancio e attracco alla ISS
Il lancio della Sojuz MS-16 avvenne il 9 aprile 2020 alle 8:05 UTC dalla Rampa 31/6 del Cosmodromo di Bajkonur a bordo del lanciatore Sojuz-2.1a. Sia la rampa che il lanciatore furono una novità di questo lancio: questa rampa di solito non era usata per i lanci con equipaggio ma il suo utilizzo si rese necessario a causa della manutenzione della rampa 1/5 (Gagarin's Start) che si concluse nel 2023, mentre il lanciatore Sojuz 2.1a sostituì per la prima volta il vecchio lanciatore Sojuz FG. Dopo il corretto inserimento in orbita, la Sojuz MS-16 iniziò il suo viaggio di 6 ore (4 orbite) verso la ISS. L'attracco con la ISS avvenne alle 14:13 UTC al modulo russo Poisk.